# Victorville
Victorville es una ciudad estadounidense ubicada en el condado de San Bernardino, en California, Estados Unidos. Según el censo de los Estados Unidos de 2000 de la Oficina del Censo de los Estados Unidos, tenía una población de 64 029 habitantes aproximadamente. De acuerdo con las estimaciones del censo de los Estados Unidos en 2008 por el Estado de California, la ciudad tenía una población de 107,721 habitantes.

## Geografía
Victorville se encuentra ubicada en las coordenadas 34°31′14″ N, 117°20′40″ O (34.520459, -117.344525).
Victorville se encuentra localidad en la parte sur del desierto de Mojave, 81 millas (130,4 km) al noreste de Los Ángeles, 34 millas (54,7 km) al sur de Barstow, 48 millas (77,2 km) al este de Palmdale y 37 millas (59,5 km) al norte de San Bernardino sobre el Cajon Pass en la Interestatal 15. 
La ciudad está rodeada por el Valle Apple en el este, Hesperia en el sur, y Adelanto en el oeste. El desierto de Mojave pasa por Victorville. La elevación del Ayuntamiento de la ciudad es de aproximadamente 2950 pies (899,2 m) sobre el nivel del mar. El clima de verano en esta área es del desierto de Mojave por lo que puede ser más caliente que en la Cuenca de Los Ángeles o Inland Empire, pero 10 o 15 grados más fríos que el desierto de Colorado. 
Según la Oficina del Censo de los Estados Unidos, la ciudad tiene un área total de 189.8 km² (73.3 mi²). 188.5 km² (72.8 mi²) es tierra 1.3 km² (0.5 mi²) es agua. El área total es 0.71% agua.

## Demografía
En 2005, se estimaba que la ciudad tenía 186,473 personas, 130,000 hogares, y 21,000 familias residiendo en la ciudad. La densidad poblacional es de 339.7/km² (879.7/mi²). Hay 22,498 casas unifamiliares en una densidad de 119.4/km² (309.1/mi²). La demografía de la ciudad era de 51.92% caucásica, 11.05% afroamericana, 1.11% amerindia, 1.48% asiática, 0.20% isleño del Pacífico, 16.26% de otras razas, y 5.98% de dos o más razas. 45.46% de la población era hispana o latina de cualquier raza.

## Educación
Estos distritos escolares sirven a la ciudad de Victorville:
de las primarias y intermedias:
- Victor Elementary School District (VESD)
- Distrito Escolar de Primaria de Adelanto (AESD)

de las intermedias y preparatorias:
- Distrito Unificado Escolar de Victor Valley High

Unificado:
- Distrito Escolar Unificado Hesperia
- Distrito Escolar Unificado Snowline Joint